# Neotroponiscus vedadoensis
Neotroponiscus vedadoensis is een pissebed uit de familie Bathytropidae. De wetenschappelijke naam van de soort is voor het eerst geldig gepubliceerd in 1918 door Boone.